# Clacy-et-Thierret
Clacy-et-Thierret település Franciaországban, Aisne megyében. Lakosainak száma 294 fő (2022. január 1.). Clacy-et-Thierret Chivy-lès-Étouvelles, Laniscourt, Laon, Molinchart és Mons-en-Laonnois községekkel határos.

## Népesség
A település népességének változása:
| Lakosok száma | 360  | 342  | 359  | 351  | 331  | 322  | 314  | 311  | 306  | 294  |
|               | 1968 | 1982 | 1990 | 2006 | 2013 | 2015 | 2017 | 2019 | 2020 | 2022 |